# Antiochos IV. (Kommagene)

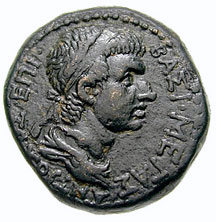
Münze mit Porträt von Antiochos IV.

Gaius Julius Antiochos IV. Epiphanes, auch als Antiochos IV. Epiphanes bekannt oder Antiochos IV. von Kommagene, (altgriechisch ο Γαίος Ιούλιος Αντίοχος Επιφανής) war der letzte König von Kommagene, der zwischen 38 und 72 regierte. Antiochos war ein Vasallenkönig des Römischen Reiches.

## Leben
Antiochos war ein Prinz und Sohn des Antiochos III. und einer namentlich nicht bekannten Mutter. Seine Schwester und – nach Ausweis seiner Münzen – spätere Ehefrau war Iotape Philadelphos. Er war armenisch-griechisch-medisch-persischer Abstammung.
Väterlicherseits war er über Laodike VII. Thea, der Mutter des Antiochos I., mit den Seleukiden verwandt. Antiochos war ziemlich jung, als sein Vater im Jahr 17 starb. Der römische Kaiser Tiberius verständigte sich mit den Bürgern Kommagenes darauf, ihr Königreich zu einem Teil der römischen Provinz Syria zu machen. Zwischen 17 und 38 erhielt Antiochos das Römische Bürgerrecht. Da ihm dieses von einem Kaiser des julischen Kaiserhauses verliehen wurde, fügten er und seine Nachkommen ihrem Namen die römischen Namen Gaius Iulius hinzu. Antiochos lebte zusammen mit seiner Schwester in Rom. Während sie in Rom aufwuchsen, waren sie ein Teil des außergewöhnlichen Hofes der Antonia Minor. Antonia Minor war die Nichte des ersten römischen Kaisers Augustus und die jüngste Tochter des Triumvir Marcus Antonius. Sie war eine sehr einflussreiche Frau und kontrollierte ihre Gesellschaft von verschiedenen Prinzen und Prinzessinnen.
Im Jahr 38 erhielt Antiochos sein väterliches Königreich von Antonias Enkel, dem Kaiser Caligula, zurück. Zusätzlich vergrößerte der Kaiser das Reich des Antiochos um Teile der Küste Kilikiens. Caligula gab ihm auch die gesamten Staatseinnahmen Kommagenes während der 20 Jahre, während der es eine römische Provinz war. Die Gründe für diese riesigen Zuwendungen an einen Vasallenkönig bleiben unklar; vielleicht lag der Grund in der gut belegten Exzentrizität Caligulas. Antiochos hatte eine innige Beziehung zu Caligula, und über ihn und König Herodes Agrippa I. sagte man, dass sie den Kaiser in der Kunst der Tyrannei unterwiesen hätten. Diese Freundschaft aber hielt nicht lange an, denn er wurde von Caligula aus unbekannten Gründen bald wieder abgesetzt. Er erhielt sein Königreich erst wieder, als Claudius im Jahr 41 Kaiser wurde.
Antiochos’ erster Sohn Gaius Julius Archelaus Antiochos Epiphanes wurde im Jahr 43 mit Herodes Agrippas Tochter Drusilla verlobt. Die Ehe kam jedoch nicht zustande. Stattdessen heiratete Epiphanes einige Zeit später Claudia Capitolina, die Tochter  des Gelehrten Tiberius Claudius Balbillus. Außer Epiphanes hatte Antiochos zwei andere Kinder mit Iotapa und zwar Kallinikos und Iotapa.
47 veranstaltete Antiochos zu Ehren des Claudius Spiele. 52 unternahm der räuberische Stamm der Kliten Plünderungszüge in das zum Reich des Antiochos gehörige Küstengebiet Kilikiens, wovon insbesondere die dort ansässigen Kaufleute und Bauern betroffen waren. Der mit einigen Truppen herbeigeeilte Reiterführer Curtius Severus musste gegen die Kliten eine Niederlage einstecken. Antiochos stiftete aber Streitigkeiten unter den Invasoren, und nachdem Troxobores und andere ihrer Anführer getötet worden waren, konnte er die Ruhe wiederherstellen. Als im Jahr 54 die Parther in Armenien einfielen, erhielt er von Nero den Befehl, Truppen auszuheben und ins parthische Gebiet einzurücken. im Jahr 58 diente er unter General Gnaeus Domitius Corbulo gegen König Trdat I., Bruder des parthischen Königs Vologaeses I. Dafür erhielt er im Jahr 60 Teile von Großarmenien. In den römischen Thronstreitigkeiten nach Neros Tod unterstützte er den im Jahr 69 im Orient zum Kaiser ausgerufenen Vespasian. Von da an sprach man von ihm als dem reichsten Klientelkönig. Im Jahr 70 sandte er Truppen unter dem Kommando seines Sohnes Antiochos Epiphanes, um Titus bei der Belagerung Jerusalems zu helfen.
Antiochos’ Niedergang begann im Jahr 72, als er von Lucius Iunius Caesennius Paetus, dem Statthalter Syriens, der Konspiration mit den Parthern gegen die Römer beschuldigt wurde. Er wurde nach 34 Jahren Herrschaft entmachtet. Paetus fiel mit Vespasians Billigung in Kommagene ein. Antiochos suchte mit seiner Gemahlin und seinen Töchtern in Kilikien Zuflucht. Seine Söhne Antiochos Epiphanes und Kallinikos bemühten sich vergeblich, Widerstand zu leisten, und flohen nach einem kurzen Zusammenstoß mit den römischen Truppen nach Parthien. Kommagene wurde als römische Provinz eingezogen und zu Syrien geschlagen. Antiochos selbst wurde in Tarsos gefangen genommen und zuerst in Sparta, dann in Rom interniert. Dort verbrachte er den Rest seines Lebens mit seinen Söhnen – von den Parthern an die Römer ausgelieferten – Söhnen und wurde mit großem Respekt behandelt. Unter seinen Enkeln war der berühmte athenische Bürger Gaius Iulius Philopappus und die Dichterin Iulia Balbilla.

## Münzen
Es gibt mehrere Münzen dieses Königs und ihre Ziehriefen beweisen, dass er große Teile Kappadokiens und Kilikiens sowie Kommagene selbst beherrschte. Auf einer dieser Münzen wird er ΒΑΣΙΛΕΥΣ ΜΕΓΑΣ ΑΝΤΙΟΧΟΣ (Großer König Antiochos) genannt, ein Beweis seiner politischen Ambitionen, die ohne Zweifel eine Rolle in seinem Niedergang spielten. Auf der Rückseite dieser Münze sind ein Skorpion, der von Lorbeerblättern umgeben ist, die Mondsichel und die Inschrift ΚΟΜΜΑΓΗΝΩΝ dargestellt. Von dieser Münze erfährt man, dass seine Frau Iotapa hieß. Es sind aber auch Münzen aus seiner Regierungszeit überliefert, die das Porträt von Iotapa (oder Iotape) abbilden.